# Dagohoy
Dagohoy est une municipalité de la province de Bohol, aux Philippines.
Elle doit son nom à Francisco Dagohoy (en) (1724-1800), initiateur de la plus longue rébellion de l'histoire des Philippines, la révolte de Dagohoy (en) (1744-1829).